# Michael Balfe

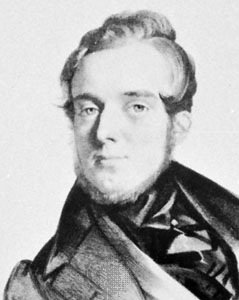
Michael William Balfe

Michael Williams Balfe (Limerick, Irlanda, 15 de mayo de 1808 - Dublín, 20 de octubre de 1870) fue un barítono y compositor irlandés, recordado sobre todo por su ópera The Bohemian Girl.
Después de una breve carrera como violinista, Balfe siguió una carrera como cantante de ópera, mientras que empezaba a componer. En una carrera que se desarrolló a lo largo de más de 40 años, compuso 38 óperas, casi 250 canciones y otras obras. También fue un destacado director de orquesta, dirigiendo la Ópera Italiana en Her Majesty's Theatre durante siete años, entre otros puestos de directos.

## Biografía
Dotado de grandes aptitudes para la música, a los cinco años ya tocaba el violín y a los siete compuso una polka para orquesta. En 1823, dio su primer concierto de violinista. En 1825 se trasladó a Italia, donde estudió composición y canto, marchando después a París. 
Después de haber cantado con éxito en algunos teatros de Francia e Italia, fijó su residencia en Londres (1833), y se puede decir que entonces comenzó su carrera de compositor y, de vez en cuando, intervenía en la representación de sus propias obras. Desde entonces el nombre de Balfe se hizo muy popular, no sólo en Inglaterra sino también en toda Europa. Sus óperas recorrieron triunfalmente los principales escenarios de Inglaterra, Francia, Rusia o Italia, proporcionando a su autor honores y riquezas. A pesar de ello, poco queda de la obra del compositor. 
En realidad no le faltaba organización musical, y sometido a una severa disciplina hubiera podido ocupar un lugar honroso en la historia del arte. Su música es inspirada, de un estilo fácil y gracioso, la instrumentación cuidada y de correcta factura; sin embargo, le falta vida, vigor y sobre todo el sello personal que caracteriza a los grandes artistas. Con frecuencia se le podría confundir con otros compositores, pues a todos imitó.
Su hija Victoria fue una cantante de talento que se casó con John Crampton, del que se divorció para casarse después con el duque de Frías.

## Obras principales

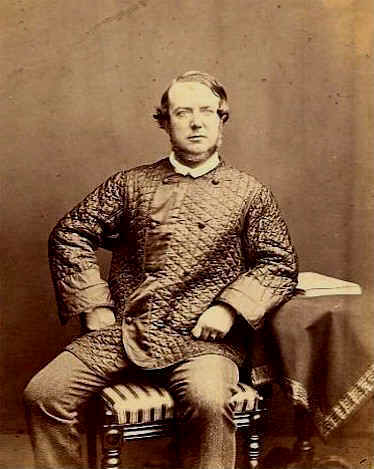
Balfe en 1860

- Balfe en 1860Enrico quarto al passo della Marna (Milán, 1833)
- The siege of Rochelle (Londres, 1835)
- Catherine Grey (1837)
- Falstaff (1838)
- Keolanthe (1840)
- Le puits d'amour (París, 1843)
- The Bohemian Girl (Londres, 1843)
- Les quatre fils Aymon (París, 1844)
- L'Etoile de Séville (1845)
- The Bandman (Londres, 1846)
- The maid of honour (1847)
- Pittore e Duca (Triestre, 1856)
- The rose of Castile (Londres, 1857)
- Satanella (1858)
- Bianca (1860)
- The Puritan's Daughter (1861)
- The Armourer of Nantes (1863)
- Il Talismano (1874)